# Commune nouvelle
Een commune nouvelle (letterlijk: nieuwe gemeente) is een Franse gemeente die ontstaan is door het samengaan van kleinere gemeenten. De wettelijke basis voor deze fusies is artikel 21 van de wet 2010-1563, die op 16 december 2010 werd aangenomen. De voormalige gemeenten die zijn samengegaan kregen daarbij in de meeste gevallen de status commune déléguée, letterlijk een gedelegeerde gemeente. 
Deze gedelegeerde gemeenten behielden nog een aantal bestuurlijke functies en vormen daardoor het laagste bestuursniveau in Frankrijk. Ze hebben nog een gedelegeerd burgemeester, benoemd door de gemeenteraad van de commune nouvelle, die ambtenaar burgerlijke stand en ambtenaar gerechtelijke politie is, die verantwoordelijk kan zijn voor de uitvoering van de politiewet- en regelgeving in de gedelegeerde gemeente. Welke verantwoordelijkheden gedelegeerd zijn kan van gemeente tot gemeente verschillen. Tevens vervult het voormalige gemeentehuis als bijgebouw nog enkele functies voor inwoners van de gedelegeerde gemeente, zoals het het opstellen en uitgeven van documenten van de burgerlijke stand.
De bestuurlijke hervorming van Frankrijk is in 2008 in gang gezet door de toenmalige president Sarkozy. Frankrijk was daarmee een van de laatste landen in de Europese Unie die gemeentelijke hervormingen in gang zette.
De wet kreeg pas significante uitwerking in 2016 en 2017. Op 1 januari 2017 was het aantal Franse gemeenten gedaald tot 35.416. In de loop van 2016 fuseerden 1.111 gemeenten tot 325 nieuwe gemeenten. Op 1 januari 2017 fuseerden 573 gemeenten tot 181 nieuwe gemeenten. Daarmee zakte het aantal gemeenten van 31 december 2015 tot 1 januari 2017 met 1.178 eenheden. Ter vergelijking, in 2015 werden maar 24 fusiegemeenten gevormd, samengesteld uit 113 voormalige gemeenten.
Een eerder wettelijk kader voor gemeentelijke herindelingen was de commune associée volgens de "wet Marcellin" van 16 juli 1971. In de eerste jaren na de invoering van deze wet bestonden er 1011 communes associées (in 1977). Een aanzienlijk deel van deze herindelingen is ongedaan gemaakt en in 2009 waren er nog 710 communes associées overgebleven.
| Land                                                   | Aantal gemeenten in 1950 | Aantal gemeenten in 2007 | Verandering 1950 ⇒ 2007 | Aantal gemeenten in 2015 | Verandering 2007 ⇒ 2015 |
| ------------------------------------------------------ | ------------------------ | ------------------------ | ----------------------- | ------------------------ | ----------------------- |
| België                                                 | 2.359                    | 589                      | −75 %                   | 589                      | 0 %                     |
| Bulgarije                                              | 1.389                    | 264                      | −81 %                   | 265                      | +0,4 %                  |
| Denemarken                                             | 1.387                    | 277                      | −80 %                   | 98                       | −65 %                   |
| Bondsrepubliek Duitsland (o.b.v. grondgebied tot 1989) | 14.338                   | 8.499                    | −41 %                   | 8.421                    | −0,9 %                  |
| Finland                                                | 547                      | 416                      | −24 %                   | 316                      | −24 %                   |
| Frankrijk                                              | 38.800                   | 36.783                   | −5 %                    | 36.529                   | −0,7 %                  |
| Hongarije                                              | 3.032                    | 3.175                    | +5 %                    | 3.152                    | −0,7 %                  |
| Italië                                                 | 7.781                    | 8.101                    | +4 %                    | 8.010                    | −1,1 %                  |
| Nederland                                              | 1.015                    | 443                      | −57 %                   | 393                      | −11 %                   |
| Noorwegen                                              | 744                      | 431                      | −42 %                   | 428                      | −0,7 %                  |
| Oostenrijk                                             | 4.039                    | 2.357                    | −42 %                   | 2.100                    | −11 %                   |
| Slovenië                                               | 60                       | 210                      | +350 %                  | 212                      | +0,9 %                  |
| Spanje                                                 | 9.214                    | 8.111                    | −12 %                   | 8.117                    | +0,1 %                  |
| Tsjechië                                               | 11.459                   | 6.244                    | −46 %                   | 6.253                    | +0,1 %                  |
| Verenigd Koninkrijk                                    | 1.118                    | 238                      | −79 %                   |                          |                         |
| Zweden                                                 | 2.281                    | 290                      | −87 %                   | 290                      | 0 %                     |